# 嘉年華國際
嘉年華國際控股有限公司，簡稱嘉年華國際控股，以及嘉年華國際（英語：Carnival Group International Holdings Limited） HKEX：0996（页面存档备份，存于），是香港交易所上市公司，主席是景百孚。中國平安人壽保險股份有限公司（中國第二大保險公司）及台灣大型金融集團中信金控的主要附屬公司之一中國信託人壽分別為集團的第二大股東及策略股東。2014年5月14日，公司獲納入摩根士丹利全球小型股指數（MSCI Small Cap Index）。自2015年3月9日起，公司成為恒生綜合中型股指數以及滬港通之港股通成分股之一。
嘉年華國際是中國唯一上市的大型旅遊、酒店及零售綜合項目發展商，業務結合主題遊樂園、酒店、國際名牌折扣購物中心、餐飲、會議及展覽中心、休閒娛樂及演藝設施等。
2015年6月8日嘉年華斥資2.53億元購買內地連鎖高級餐廳金錢豹99.9%股本，另再認購金錢豹配發新股，代價約2.63億元（即3,399.7萬美元）。嘉年華將向持有金錢豹94.99%股份的BFT發行共2.4億元3年期債券，並向持股5%的Grace Investment以現金支付1,267萬元，將以現金支付新股。目標公司主要於中國19個城市經營29家「金錢豹」品牌高檔連鎖餐廳
1. ↑  . Apple Daily 蘋果日報. 2015-06-08  [2021-05-18]. （原始内容存档于2021-06-21） （中文（香港））.
2. ↑  . 自由時報電子報. 2015-06-10  [2021-05-18]. （原始内容存档于2021-05-18）.